# Ibroihim Djoudja
Ibroihim Youssouf Djoudja (Itsandra, Comoras, 6 de mayo de 1994) es un futbolista comorense. Juega de delantero y su equipo es el African Stars de la Premier League de Namibia.

## Selección nacional
Es internacional absoluto por la selección de Comoras desde 2017. Debutó el 15 de julio ante Lesotho. Fue citado a la Copa Africana de Naciones 2021.

### Participaciones en Copas Africana de Naciones
| Copa                           | Sede    | Resultado        |
| ------------------------------ | ------- | ---------------- |
| Copa Africana de Naciones 2021 | Camerún | Octavos de final |

## Clubes
| Club                | País       | Año           |
| ------------------- | ---------- | ------------- |
| Haïru Club          | Comoras    | 2013          |
| Chirazienne FC      | Comoras    | 2013-2016     |
| Enfants des Comores | Comoras    | 2017          |
| VC Moroni           | Comoras    | 2017-2019     |
| African Stars       | Namibia    | 2019-2020     |
| VC Moroni           | Comoras    | 2020          |
| FC Nouadhibou       | Mauritania | 2020-2021     |
| TS Sporting F. C.   | Sudáfrica  | 2021-2023     |
| African Stars       | Namibia    | 2023-presente |

## Palmarés

### Títulos nacionales
| Título                          | Club          | País       | Año     |
| ------------------------------- | ------------- | ---------- | ------- |
| Primera División de las Comoras | VC Moroni     | Comoras    | 2019-20 |
| Primera División de las Comoras | VC Moroni     | Comoras    | 2020-21 |
| Ligue 1 Mauritania              | FC Nouadhibou | Mauritania | 2021    |